# 贾米尔·法伊克
贾米尔·法伊克（英語：Jamie Feick，1974年7月3日—），美国NBA联盟职业篮球运动员。他在1996年的NBA选秀中第2轮第19顺位被费城76人选中。